# George Bähr
George Bähr (1666-1738) va ser un arquitecte alemany del barroc. La seva obra més coneguda és la Frauenkirche (Església de la Mare de Déu) a Dresden.
Obres

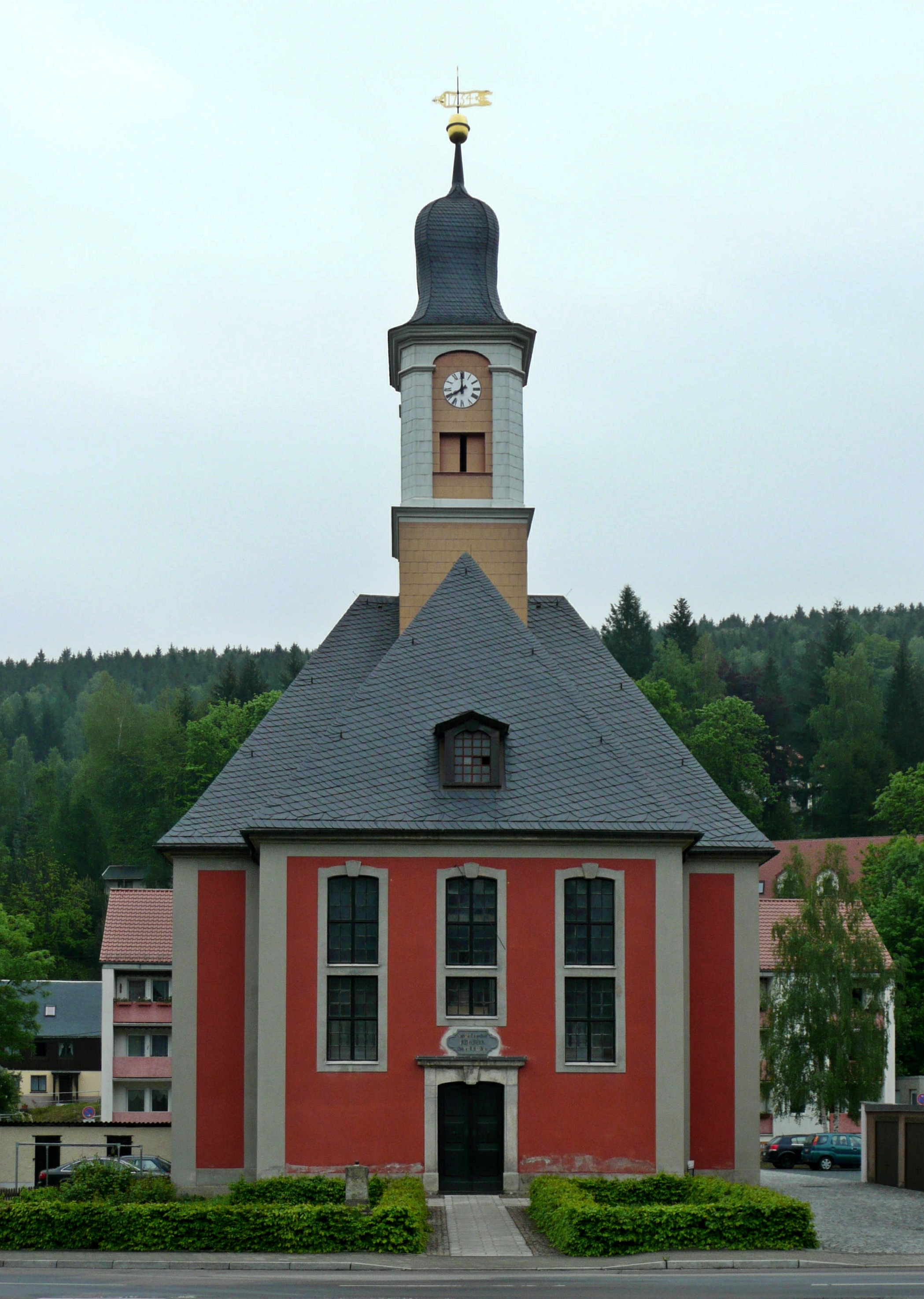
Schmiedeberg: Església de la Trinitat (1713–1716)
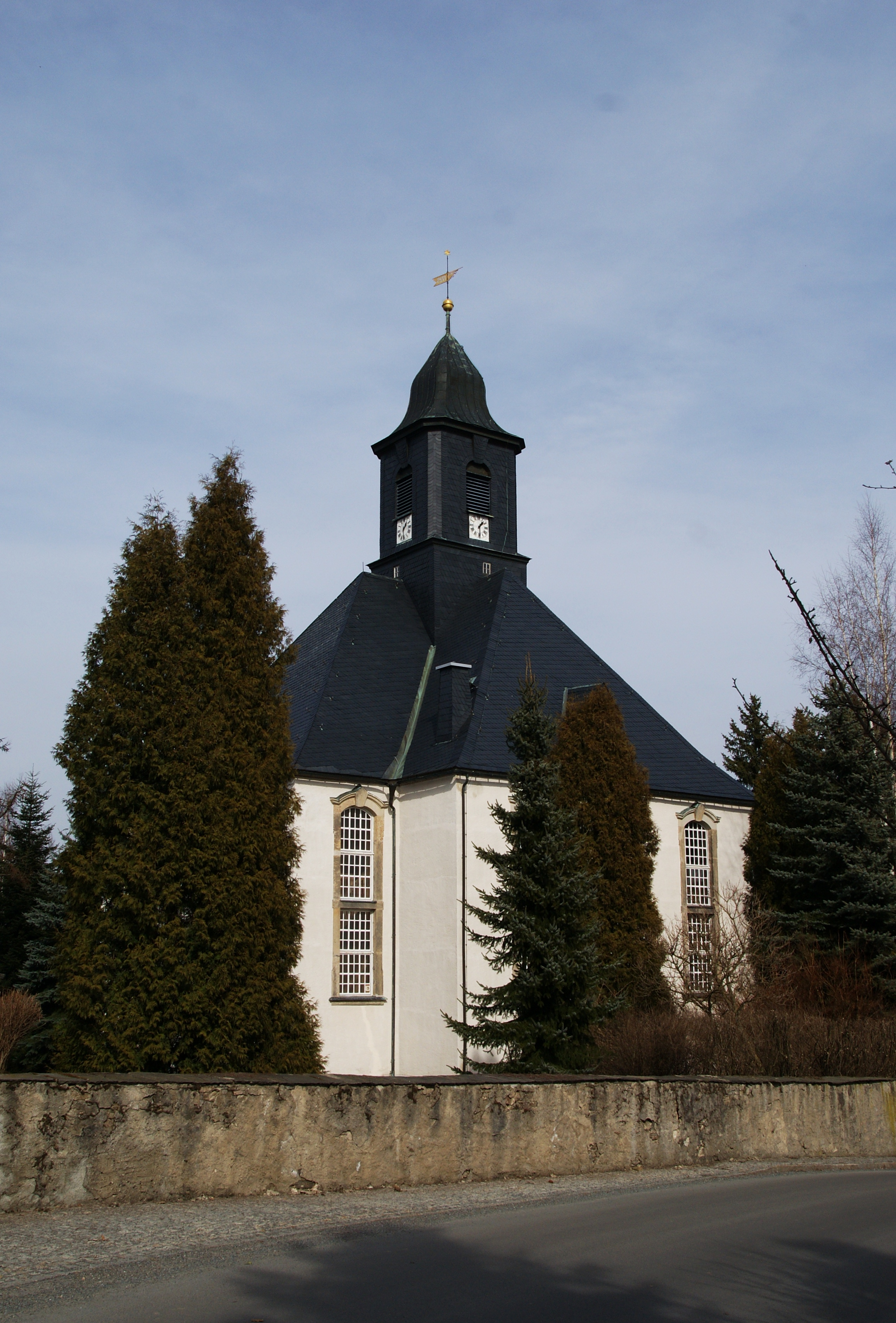
Forchheim: Església (1719–1726)
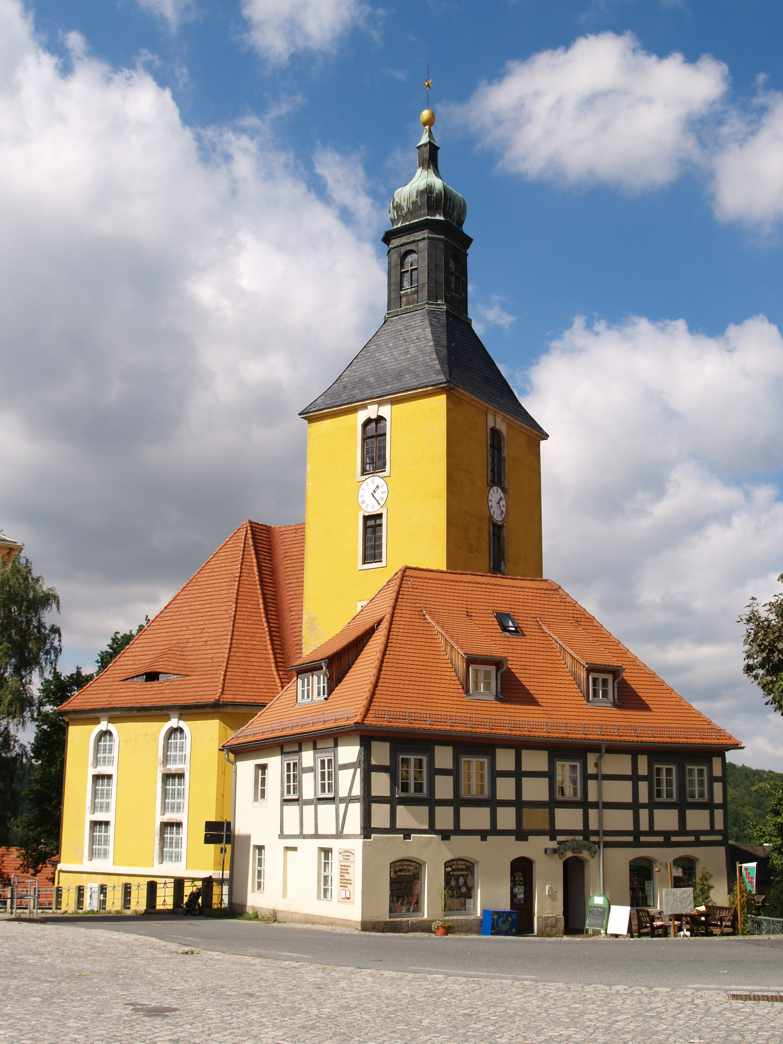
Hohnstein: església (1724–1728)
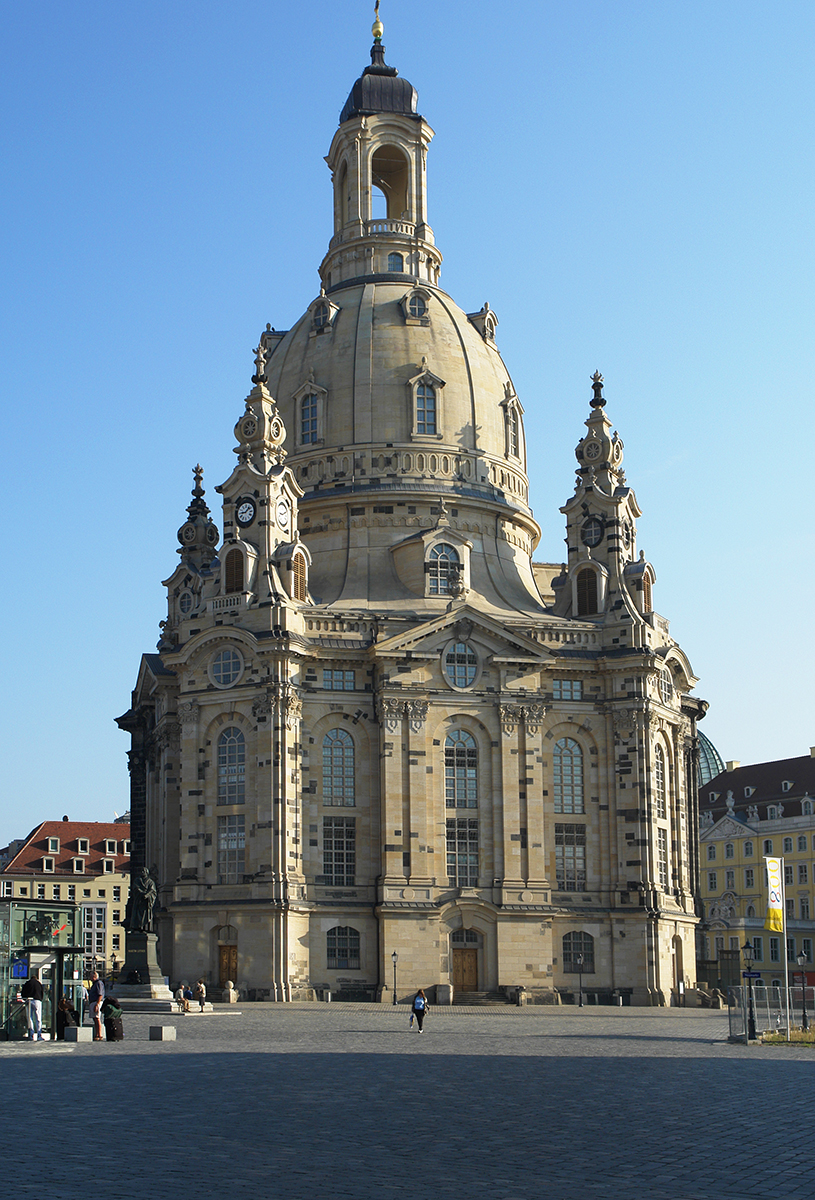
Dresden: Frauenkirche (1726–1743)
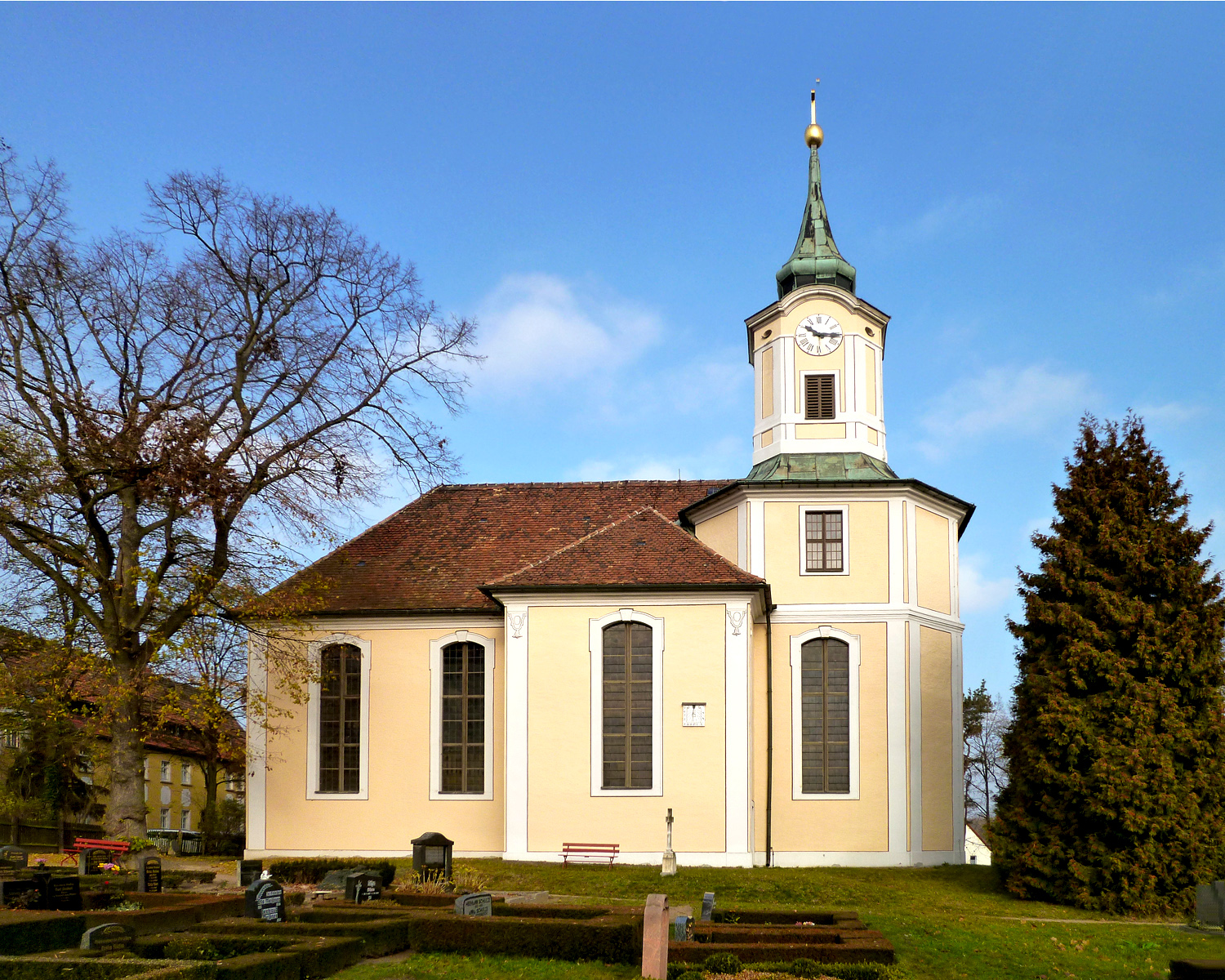
Schmannewitz: església (1731–1732)
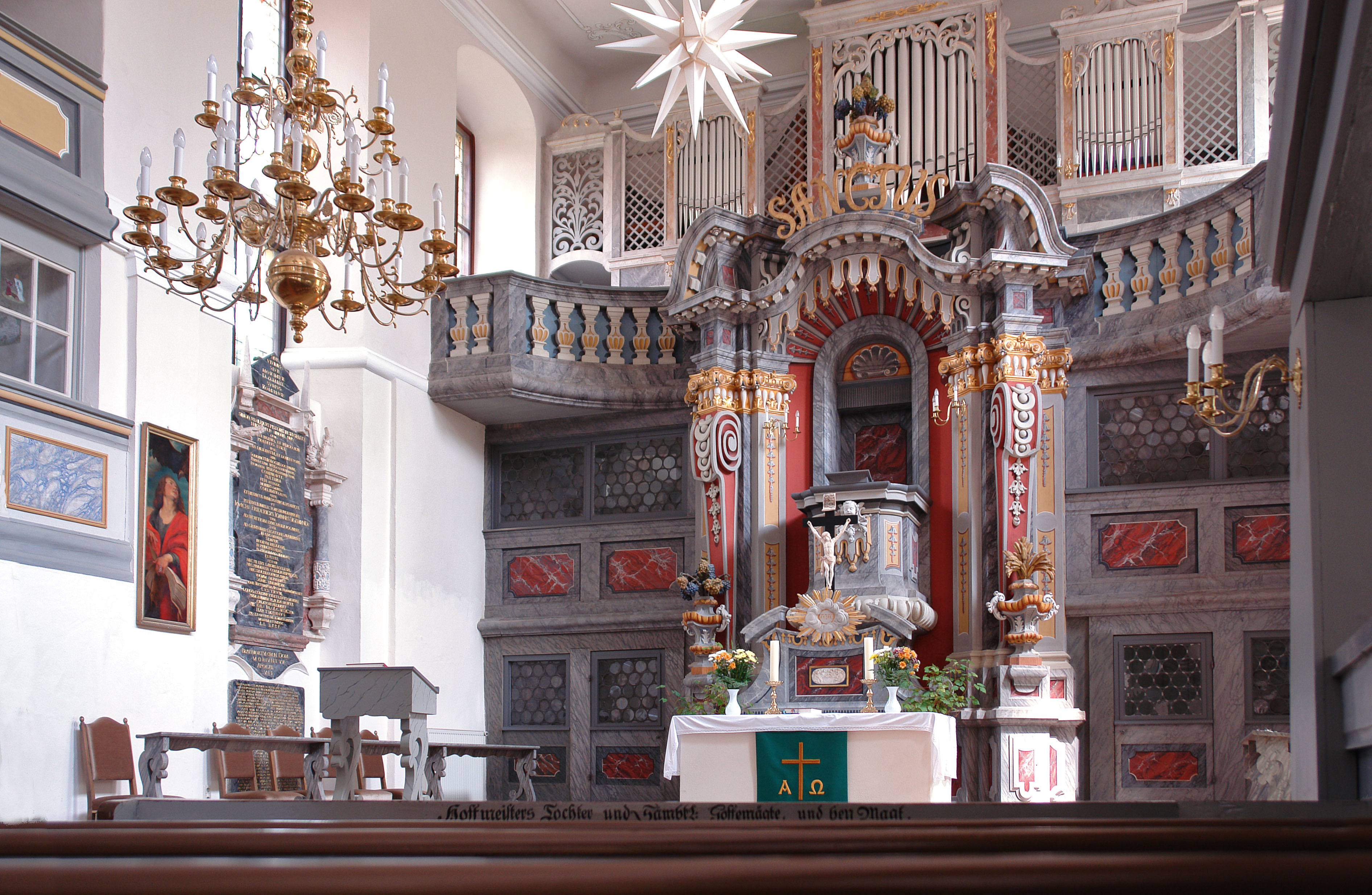
Castell de Seußlitz: Altar de la capella del castell